# Henk de Jong
Henk de Jong (Drachten, 27 agosto 1964) è un allenatore di calcio olandese, tecnico del Cambuur.

## Palmarès

### Allenatore

#### Competizioni nazionali
- Eerste Divisie: 1

Cambuur: 2020-2021